# Carvalhoiella
Carvalhoiella is een geslacht van wantsen uit de familie van de Naucoridae (Zwemwantsen). Het geslacht werd voor het eerst wetenschappelijk beschreven door De Carlo in 1963.

## Soorten
Het genus bevat de volgende soorten:

- Carvalhoiella acuminata Rodrigues & Sites in Rodrigues et al., 2016
- Carvalhoiella beckeri De Carlo, 1963
- Carvalhoiella helenae Rodrigues & Sites in Rodrigues et al., 2016
- Carvalhoiella maldonadus (La Rivers, 1954)
- Carvalhoiella montandoni (La Rivers, 1963)
- Carvalhoiella nitida La Rivers, 1976
- Carvalhoiella stysi Nieser, Pelli & Melo, 1999